# Silene ferdowsii
Silene ferdowsii är en nejlikväxtart som beskrevs av Joharchi, Nejati och F.Ghahrem. Silene ferdowsii ingår i släktet glimmar, och familjen nejlikväxter. Inga underarter finns listade i Catalogue of Life.